# 須賀晃一
須賀 晃一（すが こういち、1954年6月 - ）は、日本の経済学者。早稲田大学政治経済学術院教授。早稲田大学政治経済学部長を経て、学校法人早稲田大学副総長。

## 人物
大分県中津市出身。実家は洋服屋。1977年一橋大学経済学部卒業、1982年一橋大学大学院経済学研究科博士課程単位取得満期退学。指導教官は時子山和彦教授（時子山常三郎第9代早稲田大学総長の長男）。その後、鈴村興太郎による助手試験に落ちたが、鈴村ゼミナールに参加し師事した。
1984年亜細亜大学経済学部専任講師。同助教授、福岡大学経済学部助教授、同教授を経て、2000年から早稲田大学政治経済学部教授。
2014年早稲田大学政治経済学術院長・政治経済学部長。2018年学校法人早稲田大学副総長、学校法人早稲田大阪学園理事長、早稲田大学出版部代表取締役社長。2019年早稲田大学大学総合研究センター所長。2020年早稲田摂陵中学校・高等学校校長、大阪私立学校保健会会長。
専門は厚生経済学で、社会選択理論における権利の研究、所有権制度の経済分析等の研究を行う。1998年には論文"Economic Analysis of Justice"により、一橋大学から博士（経済学）の学位を取得。審査員は鈴村興太郎、武隈慎一、蓼沼宏一。

## 著書
- 『経済分析入門』、1-2巻、東洋経済新報社, 1991

### 編著
- （鈴村興太郎・河野勝・金慧）『復興政策をめぐる《正》と《善》――震災復興の政治経済学を求めて1』（早稲田大学ブックレット＜「震災後」に考える＞）、早稲田大学出版部、2012
- （若田部昌澄）『再分配とデモクラシーの政治経済学』、東洋経済新報社, 2006
- （緒方隆・三浦功）『公共経済学』、勁草書房, 2006
- 『社会的選択と厚生経済学ハンドブック』、丸善, 2006
- （齋藤純一）『政治経済学の規範理論』、勁草書房, 2011

### 訳書
- アマルティア・セン『不平等の経済学』、東洋経済新報社, 2000
- ハル・R・ヴァリアン『入門ミクロ経済学』、勁草書房, 2007